# Диоскор (патриарх Эритрейский)
Патриа́рх Диоско́р (в миру фамилия — Хагос / Hagos; 1935, Эфиопия — 21 декабря 2015 года, Эритрея) — патриарх Эритрейской православной церкви, рукоположенный в апреле 2007 года
единодушным одобрением Священного синода.

## Биография
Родился в 1935 году в Эритрее.
Поступил в монастырь «Абуна Абраниос» («Monastery Abuna Abranyos»).
19 мая 1994 года в день Пятидесятницы был рукоположен папой Шенудой III в сан епископа Серайского (епархия Юго-Запада).
В апреле 2007 года избран Патриархом Эритрейской православной церкви.
В 2008 году появились сообщения, что некоторые священники Эритреи не признают патриарха Диоскора патриархом и продолжают считать таковым его предшественника, патриарха Антония, который был снят со своего поста после выступления с критикой в адрес правительства Эритреи. Низложение патриарха Антония под давлением эритрейского правительства осудили некоторые другие Восточноправославные церкви (в частности, Коптская и Эфиопская), которые отказались признать патриархата Диоскора законным патриархом Эритреи.
После кончины Диоскора в 2015 году пост патриарха Эритреи оставался вакантен, в том числе, ввиду претензий на него смещённого патриарха Антония, и преемник Диоскора не был избран до мая 2021 года.